# Шарлвил
Шарлвил (фр. Charleville) је насељено место у Француској у региону Шампањ-Арден, у департману Марна.
По подацима из 2011. године у општини је живело 274 становника, а густина насељености је износила 15,51 становника/km².
Родно место песника Артура Рембоа.

## Демографија
| 1962. | 1968. | 1975. | 1982. | 1990. | 2011. |
| ----- | ----- | ----- | ----- | ----- | ----- |
| 231   | 205   | 159   | 136   | 146   | 274   |